# Mezizios
Mezizios (gr. Μιζίζιος, orm. Μžēž) – Ormianin prawdopodobnie z arystokratycznego rodu Gnuni, wysoki rangą dostojnik bizantyński, komes najbardziej prestiżowego okręgu, Opsikionu. Po śmierci Konstansa II jesienią 668 roku ogłosił się cesarzem, ale pozbawiony wsparcia armii został w ciągu kilku miesięcy pokonany przez Konstantyna IV i skazany na śmierć.